# Hauptstraße 21, 42, 44, 46, 48, 50, 52

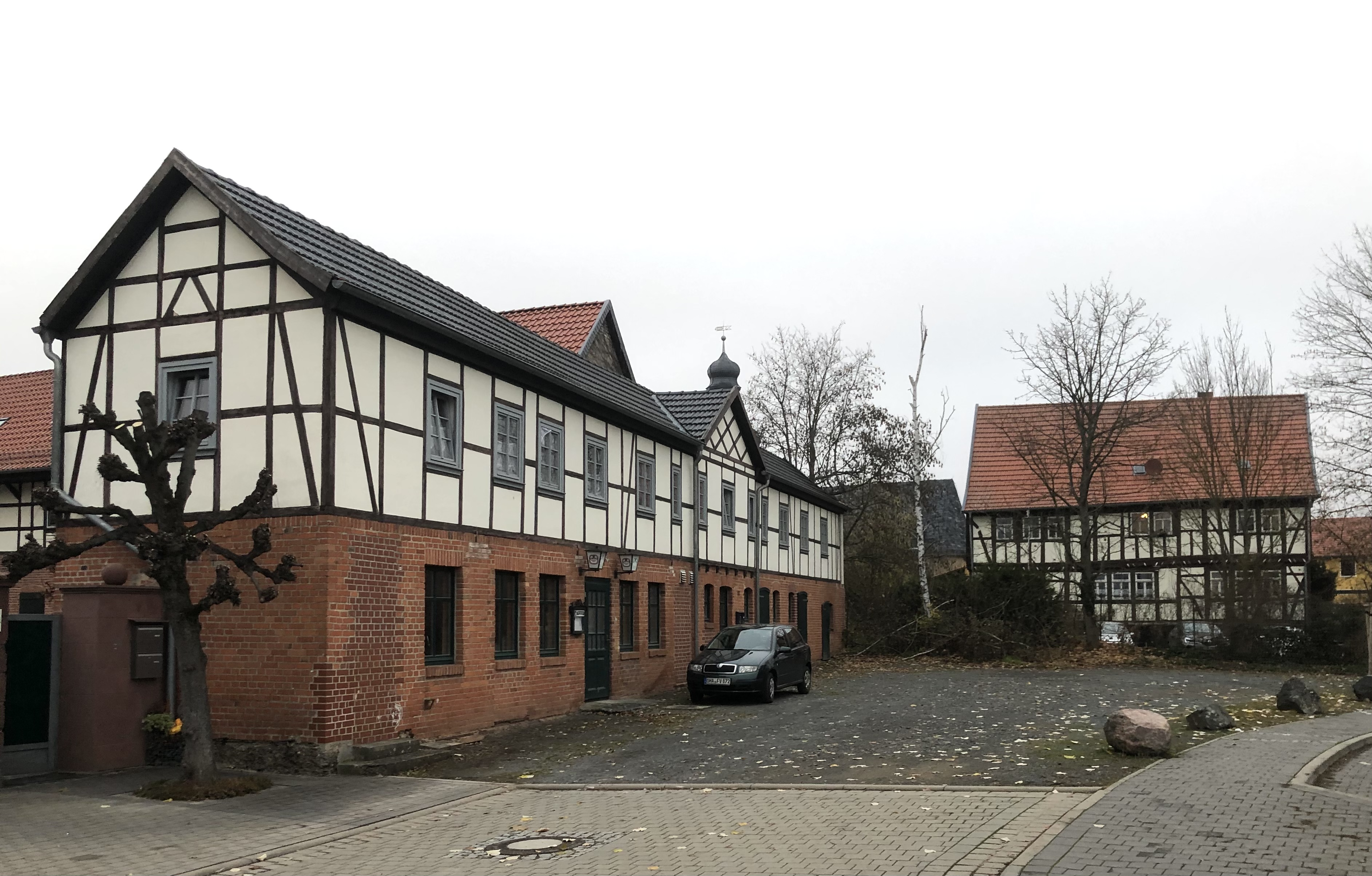
Blick von Süden, links die Hauptstraße 52, im Hintergrund das Pfarrhaus Rottleberode, 2021

Hauptstraße 21, 42, 44, 46, 48, 50, 52 ist eine denkmalgeschützte Häusergruppe in Rottleberode in der Gemeinde Südharz in Sachsen-Anhalt.

## Lage
Der Bereich befindet sich im Ortszentrum von Rottleberode beiderseits der Thyra, östlich der Sankt-Martini-Kirche. Im Denkmalbereich befindet sich das auch als Einzeldenkmal ausgewiesene Pfarrhaus Rottleberode (Hauptstraße 48). Darüber hinaus liegen drei Kleindenkmale im Gebiet, so ein Gedenkstein und ein Grenzstein vor dem Haus Hauptstraße 46 und ein Gedenkkreuz vor der Hauptstraße 44. In der Vergangenheit waren auch das nicht mehr komplett bestehende Gebäude der Gaststätte Kieling (Hauptstraße 42) und das abgerissene Haus Hauptstraße 50, die Post, als Einzeldenkmal ausgewiesen.  

## Architektur und Geschichte
Die Gebäude gehen auf die Zeit vom 17. bis ins 19. Jahrhundert zurück. Besonders prägend sind die Fachwerkformen, wie sie sich am Pfarrhaus finden und an der Gaststätte Kieling und der Post bestanden. Bemerkenswert auch der Laubengang am Haus Hauptstraße 21. Der Bereich bildet den kleinteilig und vielfältig gestalteten historischen Ortskern und ist mit Grünarealen, Freiflächen und Bäumen versehen.
Im örtlichen Denkmalverzeichnis ist die Häusergruppe seit dem 16. Juni 1999 unter der Erfassungsnummer 09484738 als Denkmalbereich verzeichnet.